# Helmut Gauß
Helmut Gauß (* 2. August 1944 in Weimar) ist ein deutscher Schauspieler, Synchronsprecher sowie Sprecher von Hörspielen und Hörbüchern.

## Leben und Karriere
Er begann nach einer Ausbildung zum Kfz-Mechaniker mit der Schauspielerei und agiert bis heute als freiberuflicher Schauspieler und Synchronsprecher. Im Jahr 1967 schloss er eine Schauspielausbildung an der Theaterhochschule „Hans-Otto“ Leipzig ab.
Als Synchronsprecher war er unter anderem in Filmen wie Pretty Woman als Stimme des Schauspielers Jason Alexander in der Rolle von Philip „Phil“ Stuckey, in Pulp Fiction als Stimme von Christopher Walken, in den Star-Wars-Episoden I-III und The Clone Wars als Stimme von Samuel L. Jackson in der Rolle von Mace Windu zu hören. In aktuellen Serien ist Helmut Gauß als James Belushi (Dan Harris) in Emergency Room – Die Notaufnahme, als Matt DeCaro (Corrections Officer Roy Geary) in Prison Break, als Rex Linn (Detective Frank Tripp) in CSI: Miami, als Ted Levine (Capt. Leland Stottlemeyer) in Monk und als Nick Diamond in Celebrity Deathmatch zu hören. Des Weiteren spricht er in der Serie Justice – Nicht schuldig die Stimme des Staranwalts Ron Trott (Victor Garber) und in Die Legende von Korra die Stimme des Luftbändigermeisters („Tenzin“). In der deutschen Synchronfassung des Films Zoolander lieh Gauß Donald Trump (welcher sich selbst darstellte) seine Stimme. Liam Neeson synchronisierte Gauß zum ersten Mal 1990 in Sam Raimis Darkman. Auch lieh er ihm 1993 als Oskar Schindler in Steven Spielbergs Filmdrama Schindlers Liste seine Stimme. Nach dem Tode seines Fachkollegen Bernd Rumpf, der zuvor rund 25 Jahre lang als Neesons Stammsprecher tätig gewesen war, übernahm Gauß, der eine relativ ähnlich klingende Stimme wie Rumpf hat, ab 2019 erneut die regelmäßige Synchronisation des aus Nordirland stammenden Schauspielers.
Als Schauspieler war Gauß seit 1967 für Theater, Fernseh- und Kinofilme tätig. Mit verschiedenen Arrangements an deutschen Theatern wie z. B. dem Theater des Westens in Berlin und am Stralsunder Theater machte er sich als Theaterschauspieler einen Namen. Im Fernsehen war er unter anderem in verschiedenen Folgen von Tatort und in „Ich liebe das Leben“ als „Richter Voss“ zu sehen.

## Filmografie (Auswahl)

### Als Schauspieler
- 1971: Verspielte Heimat
- 1972: Die große Reise der Agathe Schweigert
- 1984: Tatort – Freiwild (TV)
- 1992: Gute Zeiten, schlechte Zeiten

### Als Synchronsprecher
Liam Neeson
- 1990: Darkman als Peyton Westlake/Darkman
- 1993: Schindlers Liste als Oskar Schindler
- 1995: Rob Roy als Robert Roy MacGregor
- 1996: Michael Collins als Michael Collins
- 2003: Tatsächlich...Liebe als Daniel
- 2019: Ordinary Love als Tom
- 2016–2022: Atlanta (Fernsehserie) als Liam Neeson
- 2020: Honest Thief als Tom Carter/Thomas „Tom“ James Dolan
- 2020: Made in Italy – Auf die Liebe! als Robert
- 2021: The Ice Road als Mike McCann
- 2021: The Marksman – Der Scharfschütze als Jim
- 2022: Blacklight als Travis Block
- 2022: Memory – Sein letzter Auftrag als Alex Lewis
- 2023: Retribution als Matt Turner

George Takei
- 1979: Star Trek – Der Film als Hikaru Sulu
- 1982: Star Trek II: Der Zorn des Khan als Hikaru Sulu
- 1984: Star Trek III: Auf der Suche nach Mr. Spock als Hikaru Sulu
- 2006: Malcolm mittendrin (Fernsehserie) als George Takei
- 2006: Scrubs – Die Anfänger (Fernsehserie) als Priester
- 2007–2010: Heroes (Fernsehserie) als Kaito Nakamura
- 2008: Will & Grace (Fernsehserie) als George Takei
- 2010: Zack & Cody an Bord (Fernsehserie) als Rome Tipton
- 2011–2013: Supah Ninjas (Fernsehserie) als Großvater
- 2021: Marvel’s Hit-Monkey als Shinji Yokohama
- 2022: Star Trek: Lower Decks (Fernsehserie) als Hikaru Sulu

Jeffrey Tambor
- 1991: City Slickers – Die Großstadt-Helden als Lou, Mitchs Boss
- 2004: Hellboy als Tom Manning
- 2009: Hangover als Sid Garner
- 2011: Flypaper – Wer überfällt hier wen? als Gordon Blythe
- 2011: Hangover 2 als Sid Garner
- 2013: Hangover 3 als Sid Garner
- 2016: Trolls als König Peppy
- 2017: The Death of Stalin als Georgi Malenkow

Samuel L. Jackson
- 1999: Star Wars: Episode I – Die dunkle Bedrohung als Mace Windu
- 2002: Star Wars: Episode II – Angriff der Klonkrieger als Mace Windu
- 2005: Star Wars: Episode III – Die Rache der Sith als Mace Windu
- 2008: Star Wars: The Clone Wars als Mace Windu
- 2019: Star Wars: Der Aufstieg Skywalkers als Mace Windu

Rex Linn
- 2004: After the Sunset als Agent Kowalski
- 2004–2012: CSI: Miami (Fernsehserie) als Detective Frank Tripp
- 2013: Devil’s Knot – Im Schatten der Wahrheit als Chief Inspector Gitchell
- 2015: The Brink – Die Welt am Abgrund (Fernsehserie) als Admiral McBride

Peter Gerety
- 2009: Der Kaufhaus Cop als Chief Brooks
- 2012: Flight als Avington Carr
- 2014: Anarchie als Dr. Cornelius

Rishi Kapoor
- 2004: Hum Tum – Ich & du, verrückt vor Liebe als Arjun Kapoor
- 2008: Thoda Pyaar Thoda Magic als Gott
- 2009: Delhi 6 als Ali Beg

Terrence C. Carson
- 2003–2005: Star Wars: Clone Wars (Fernsehserie) als Mace Windu
- 2008–2014, 2020: Star Wars: The Clone Wars (Fernsehserie) als Mace Windu
- 2022: Star Wars: Geschichten der Jedi (Fernsehserie) als Mace Windu

William Powell
- 1992: Ein Ausgefuchster Gauner als Gar Evans
- 1992: Liebling, du hast dich verändert als Lawrence „Larry“ Wilson, aka George Carey
- 1997: Liebe ohne Zwirn und Faden als Sherwood Nash

Wolf Blitzer
- 2016: Money Monster als Wolf Blitzer
- 2018: Mission: Impossible – Fallout als Wolf Blitzer

David Morse
- 1999: The Green Mile als Brutus Howell
- 2013: McCanick – Bis in den Tod als Eugene „Mack“ McCanick

Kevin Pollak
- 1990: Avalon als Izzy Kirk
- 1995: Die üblichen Verdächtigen als Todd Hockney

#### Filme
- 1987: Für Pierre-François Dumeniaud in Ein unzertrennliches Gespann als Wirt
- 1990: Für Jason Alexander in Pretty Woman als Philip Stuckey
- 2001: Für Mark Harelik in Jurassic Park III als Ben Hildebrand
- 2001: Für Peter Firth in Pearl Harbor als Capt. Mervyn Bennion
- 2004: Für Sammo Hung in In 80 Tagen um die Welt als Wong Fei Hung
- 2007: Für Pat Skipper in Halloween als Mason Strode
- 2007: Für Brian Howe in Das Streben nach Glück als Jay Twistle
- 2009: Für Ed Helms in Monsters vs. Aliens als Nachrichtensprecher
- 2010: Für Yves Jacques in Glück auf Umwegen als Maxime Dupont
- 2011: Für Alfred Molina in Atemlos – Gefährliche Wahrheit als Frank Burton
- 2011: Für Rick Overton in Bad Teacher als Philip
- 2011: Für Richard Riehle in Brautalarm als Bill Cozbi
- 2011: Für Miguel Sandoval in Real Steel als Texanischer Richter
- 2014: Für Jacek Koman in Son of a Gun als Sam Lennox
- 2014: Für Robert Wagner in Zauber einer Weihnachtsnacht als Santa Claus
- 2017: Für Luis Valdez in Coco – Lebendiger als das Leben! als Tío Berto
- 2020: Für Jim Broadbent in Die fantastische Reise des Dr. Dolittle als Lord Thomas Badgley

#### Serien
- 1984: Für Simon MacCorkindale in Hart aber herzlich als Arthur Roman
- 1985: Für Fernando Allende in Hart aber herzlich als Fernando
- 1985–1986: Für Daniel Pilon in Dallas als Naldo Marchetta
- 1986: Für Kai Wulff in Hart aber herzlich als Christian Oberman
- 1987: Für Beau Billingslea in Fackeln im Sturm als Ezra
- 1990: Für David Spielberg in Hart aber herzlich als Thomas Crawford
- 1991: Für David McCallum in Hart aber herzlich als Geoffrey Atterton
- seit 1996: Für Norio Wakamoto in Detektiv Conan als Gorou Ootaki (1. Stimme)
- 1997–2000: Für Christopher McDonald in Superman als Jor-El
- 2001–2002: Für Yukitoshi Hori in Dragon Ball Z als Dodoria
- 2001–2007: Für James Read in Charmed – Zauberhafte Hexen als Victor Bennett #2
- 2002–2009: Für Ted Levine in Monk als Capt. Leland Stottlemeyer
- 2005–2006: Für James Shanklin in Desperate Housewives als Detective Fallon
- 2007–2008: Für Matt DeCaro in Prison Break als Gefängniswärter Roy Geary
- 2008: Für Corey Burton in Transformers: Animated als Shockwave
- 2009: Für Victor Garber in Justice – Nicht schuldig als Ron Trott
- 2012–2014: Für J. K. Simmons in Die Legende von Korra als Tenzin
- 2013: Für Tony Amendola in Continuum als Edouard Kagame
- 2015–2017: Für Takashi Nagasako in Dragonball Z Kai als Dodoria
- 2015–2020: Für Owen Roe in Vikings als Graf Odo (2. Synchronfassung)
- 2020: Für Stephen Fry in Doctor Who als C
- 2021: Für Kelsey Grammer in Dr. Death als Dr. Geoffrey Skadden

## Hörspiele & Hörbücher (Auswahl)
- 1980: Benjamin Blümchen als Zoowärter Karl
- 2006: Star Wars 6-CD Hörspielbox: Episoden I-VI, Box-Set, Label: Folgenreich (Universal)
- 2006–2007 (Komplett Veröffentlichung 2007, Audible: 2019): Star Wars: Labyrinth des Bösen (nach dem gleichnamigen Roman von James Luceno) als Mace Windu – Buch und Regie Oliver Döring – ISBN 978-3-8291-2087-6
- 2009: Lady Bedfort 25: Lady Bedfort und die Trauer der Zigeuner – als Jasper Littleton
- 2021: P. E. Mackintosh: Die Leiche auf dem Friedhof 1 (Hörbuch, Fritzi Records & Audible)
- 2022: P. E. Mackintosh: Blutige Weihnacht 2 – Gewalt und Pralinen (Hörbuch, Fritzi Records & Audible)

## Videospiele (Auswahl)
- 2011: Für Gideon Emery in Dragon Age 2 als Raleigh Samson
- 2014: Für Gideon Emery in Dragon Age: Inquisition als Raleigh Samson
- 2019: In Mortal Kombat 11 als Kotal Kahn